# LM358

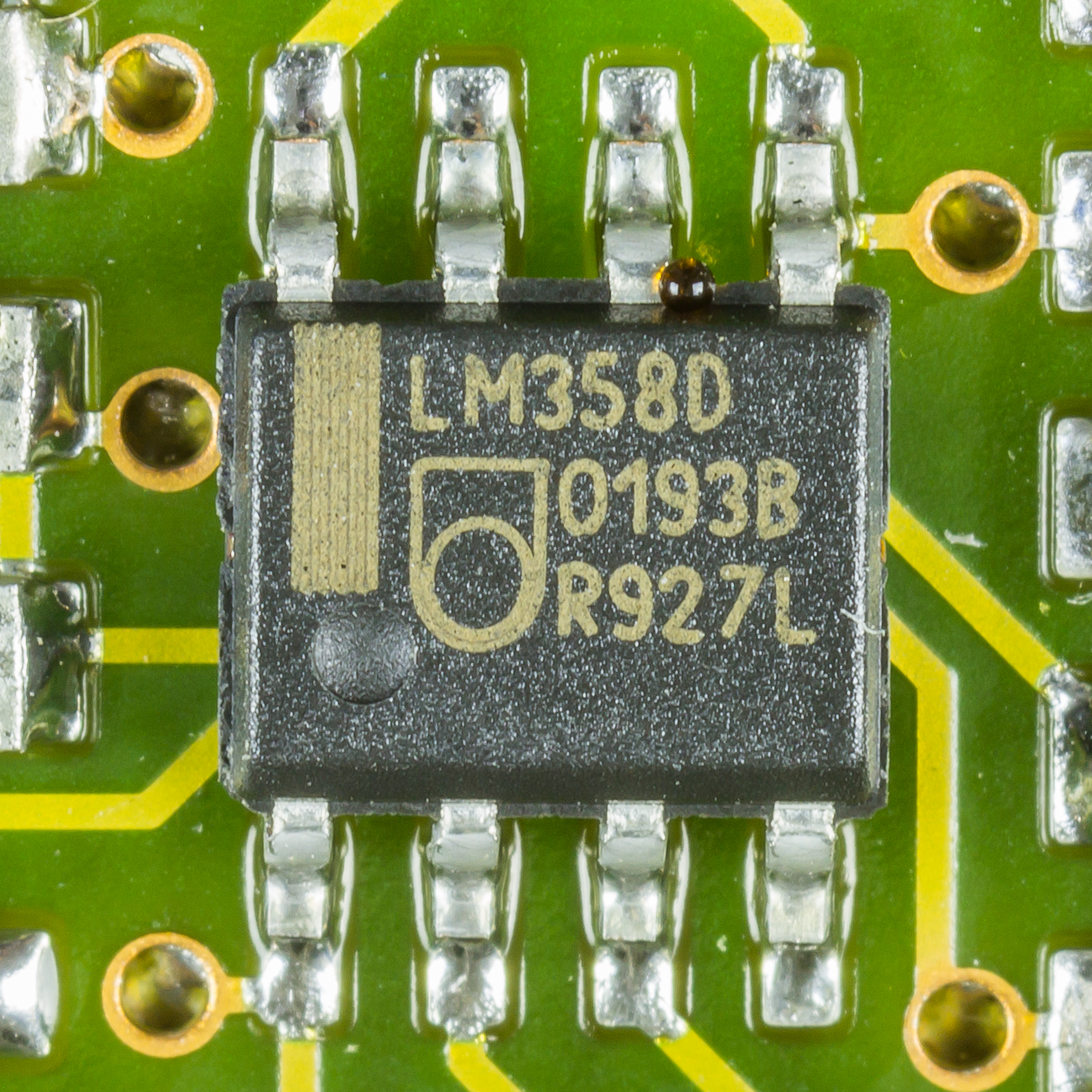
Un LM358 prodotto dalla Philips.

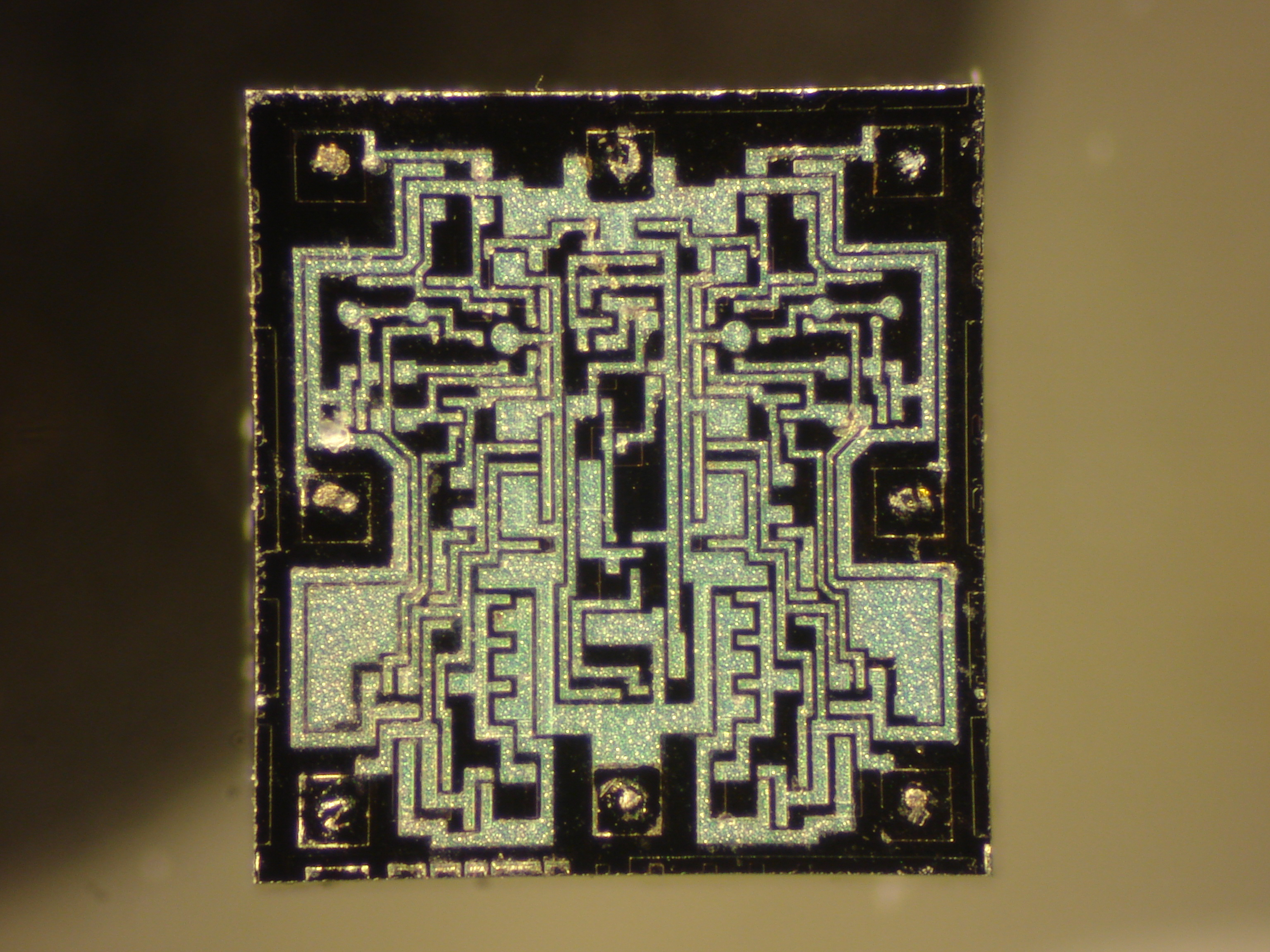
Die del LM358

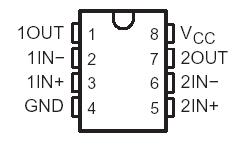
Piedinatura del LM358

La sigla LM358 indica un circuito integrato a 8 piedini, contenente due amplificatori operazionali a bassa potenza. L'LM358 è progettato per usi generici come amplificatori, filtri passa alto e basso, filtri passa banda in bassissima frequenza e sommatori analogici ed essendo internamente compensato può essere configurato come un buffer con guadagno di 1
La famiglia di componenti LM358 è nata per costare poco persino a discapito delle prestazioni
Una delle particolarità di questo integrato è quella di essere stato progettato per poter funzionare con una sola alimentazione in continua che va da un minimo di 3 V a un massimo di 32 V anche se tipicamente ci si assesta su livelli tra 5 V e 15 V. Infatti, mentre la maggior parte dei circuiti integrati contenente degli operazionali ha bisogno di due alimentazioni, una positiva e una negativa, l'LM358 può essere collegato alla sola alimentazione positiva mentre l'alimentazione negativa è sostituita dalla massa. Tuttavia, a seconda delle esigenze, si può introdurre anche l'alimentazione negativa collegando il piedino denominato ground di un alimentatore. In regime di alimentazione doppia il range di tensione è ± 1,5 ÷ 16 V.
Il guadagno di tensione in continua tipico di un LM358 è circa 100 dB e il CMRR varia tra 65 dB e 85 dB. In genere le caratteristiche di un LM358 variano leggermente a seconda del costruttore e delle varianti (LM358A, LM358DE, LM358N,  ecc.).
Siccome il circuito è nato per assorbire poco il progettista Tom Frederiksen ha realizzato lo stadio d'uscita in classe C ed il componente soffre di distorsione d'incrocio
L'irrisoria corrente di riposo della coppia differenziale PNP è di soli 6 µA complessivi e questo induce un rumore molto alto, caratterizzato dalla ST a 55 nV/√Hz e dalla Texas Instruments a 40 nV/√Hz
L'LM358 è un componente standard prodotto da una grande quantità di fonderie del Silicio tra cui la Texas Instruments, Fairchild Semiconductor, STMicroelectronics e National, Philips(NXP).
Il grandissimo successo del componente non sta nelle prestazioni, invero pessime, ma nel costo irrisorio dell'integrato sin dal momento del lancio del progetto sul mercato

## Della stessa classe

### µA741
Il singolo operazionale Fairchild µA741  progettato nel 1968 da David Fullagar ed ancora prodotto a 50 anni dal lancio è stato l'ispiratore dell'LM358 e ne condivide moltissime prestazioni tra cui il MHz di banda passante

### µA747
Il µA747  di Dave Fullagar era un doppio µA741 in un case a 14 piedini
Non ebbe più successo dopo il lancio del più economico LM358

### µA748
Il µA748  era un µA741 privo del condensatore MOS e quindi non compensato
Non ebbe successo

### LM301
Progettato da Bob Widlar nel 1967 e tuttora prodotto ad oltre 50 anni dal lancio (nella versione LM301A  dotata di stabilizzazione del punto di riposo a FET) aveva le stesse prestazioni del µA741 ma la necessità di uno o più condensatori di compensazione esterna ne hanno ridotto la diffusione sebbene mostri una banda passante di 10 MHz e 10 V/µs di slew rate se compensato in modalità feedforward

### LM324
L'LM324  è un LM358 cui lo stesso progetto è nato con 4 operazionali e non 2 su un integrato a 14 piedini
La sua piedinatura è diventata uno standard per i quadrupli operazionali
Continua ad essere uno degli operazionali più venduti al mondo.
LM3900
L'LM3900 è un quadruplo operazionale di tipo Norton, cioè amplifica la differenza di corrente (anziché di tensione) agli ingressi. La sua piedinatura è diversa da quella dell' LM324.

### LM339
Il progetto  è stato modificato per ottenere 4 comparatori nello stesso contenitore a 14 piedini con connessioni diverse da quelle dell'LM324

### LM392
Il componente  è un LM358 modificato per avere un amplificatore operazionale (piedini 5÷7) ed un comparatore nello stesso integrato

### LM393
Lo stesso progetto  è stato modificato per ottenere 2 comparatori nello stesso dispositivo

### LM2904
Quando un lotto di LM358 non riesce a rispettare le prestazioni minime garantite dal datasheet ma non mostra problemi di affidabilità viene incapsulato e venduto come LM2904

### MC1458
L'MC1458  è un doppio µA741 ed al contrario del µA747 non ha i piedini di regolazione dell'offset e la sua piedinatura è stata la base operativa per tutti i doppi operazionali ad 8 piedini tra cui l'LM358 da cui Thomas Frederiksen ne ha contemporaneamente migliorato le prestazioni e ridotto i costi di produzione grazie ad una coppia differenziale darlington di PNP laterali agli ingressi degli operazionali
È ancora prodotto

### RC4136
Il quadruplo operazionale RC4136  è stato un µA741 di buone prestazioni (x es è stato accelerato fino a 3 MHz con un offset tipico di 500 µV) ed aveva una zoccolatura diversa da quella dell'LM324
Perse successo quando fu lanciato l'economico LM324